# Сусана, ты меня убиваешь
«Сусана, ты меня убиваешь» (исп. Me estás matando, Susana) — мексикано-канадский комедийно-драматический фильм 2016 года режиссёра Роберто Снейдера о самоуверенном красавце Элихио, пытающемся вернуть свою жену, которая почему-то от него уходит всегда, когда, как ему кажется, всё хорошо. В главных ролях Гаэль Гарсиа Берналь и Веро́ника Эчеги. Фильм является экранизацией романа «Пустынные города», написанного в 1982 году мексиканским писателем, представителем «литературы Волны», Хосе Агустином (род.в 1944 г.). Премьера в России состоялась 17 августа 2017 года.
Мировая премьера состоялась 5 марта 2016 на Международном кинофестивале в Гвадалахаре (Мексика). Премьера в кинотеатрах Мексики прошла 19 августа 2016 года.

## Сюжет
Фильм рассказывает о самоуверенном красавце, ревнивце и мачо Элихио, актёре театра и телесериалов, пытающемся вернуть свою жену, писательницу Сусану, которая почему-то от него уходит всегда, когда, как ему кажется, всё хорошо.
И на этот раз она, получив стипендию Айовского университета, внезапно исчезает из Мехико, чтобы побыть одной и спокойно написать свой роман. Элихио, продав машину и купив билет на самолёт, следует за ней.

## В ролях
- Гаэль Гарсиа Берналь — Элихио
- Вероника Эчеги — Сусана
- Эшли Хиншоу — Ирене
- Кассандра Чангеротти - Марта
- Джейдин Вонг — Альтаграсия
- Бьёрн Хлинур Харальдссон — Славомир
- Адам Хёртиг — Брайан
- Андрес Альмейда — Адриан
- Тристан Карлуччи — Коул
- Барбара Гэррик - Бекки, служащая отеля
- Даниэль Хименес Качо — редактор
- Габино Родригес — Пато
- Ильса Салас — Андреа
- Джулиан Седжвик — английский кинорежиссёр
- Майте Суарес Диес — Нурия
- Гордон Тэннер - сотрудник таможни

## Съёмки и премьеры
Мысль экранизировать роман "Пустынные города" мексиканского писателя Хосе Агустина появилась у режиссёра Роберта Снейдера задолго до начала съёмок, однако при общении с автором произведения выяснилось, что другой мексиканский режиссёр, Альфонсо Куарон, уже вынашивал ту же идею. Через несколько лет Альфонсо Куарон дал Роберту Снейдеру зелёный свет на производство кинокартины.
В роли Элихио Снейдер изначально видел Гаэля Гарсиа Берналя, который и посоветовал режиссёру взять на роль Сусаны испанскую актрису Веро́нику Эчеги.
Съёмки фильма проходили в городах Мехико (Мексика) и Виннипег (Канада). Весь фильм был снят ручной камерой.
На кинофестивале в Гвадалахаре фильм был представлен 5 марта 2016 года, на кинофестивале в Чикаго - 21 октября 2016 года.

### Премьера в России
Предпремьерный показ состоялся в 20:00 15 августа 2017 года в кинозале "Конструктор" Дома культуры ЗИЛ (Москва).